# 森巴·迪亞基迪
森巴·迪亞基迪（法語：Samba Diakité，1989年1月24日—），是一位法國出生但代表馬里的足球運動員，司職防守中場。青年隊時出身於法甲南锡。

## 職業生涯
早期
南锡
2009年12月27日，法甲球會南锡與迪亞基迪簽其第一份職業球員合約為期二年。
外借昆士柏流浪
2012年1月30日，昆士柏流浪宣佈從法甲球會南锡租借馬里國腳迪亞基迪至球季末，並有機會租借後改為正式加盟。
2012年2月25日，首次代表昆士柏流浪於英超上場，主場對富咸，但迪亞基迪上半場因兩張黃牌被遂出場，最後負0:1。
正式加盟昆士柏流浪
2012年6月27日，昆士柏流浪正式與迪亞基迪簽約加盟，合約為期四年。

## 國際賽生涯
2012年1月11日，迪亞基迪首次進入馬里國家足球隊名單並成為2012年非洲國家盃參賽球員。
2012年1月24日，迪亞基迪身穿20號球衣首次代表馬里國家隊上場，比賽為2012年非洲國家盃決賽週D組分組賽對畿內亞，比賽結果馬里勝1:0 。
2012年1月24日，迪亞基迪於2012年非洲國家盃季軍戰上場對手為加納，比賽結果馬里勝2:0，獲得季軍。

## 外部連結
- 足球数据库：森巴·迪亞基迪的球员统计数据
- 昆士柏流浪官方網站森巴·迪亞基迪資料